# Église Saint-Pierre de Champvoux
L'église Saint-Pierre de Champvoux est le vestige d'un ancien prieuré, situé sur la commune de Champvoux, en France

## Localisation
L'église est située sur le territoire de la commune de Champvoux, dans le département de la Nièvre, en région Bourgogne-Franche-Comté, en France. Elle est également située sur le territoire de la paroisse de « Notre-Dame entre Loire et forêts » du diocèse de Nevers.

## Historique
Un prieuré sur le site dit « Campi Volti » est créé au XIe siècle et passe sous l'autorité du prieuré Saint-Pierre-et-Saint-Paul de Souvigny distant de 85 kilomètres, alors qu'une autre communauté se trouvait beaucoup plus proche,,.
Au XIVe siècle, il ne reste plus que trois moines et un prieur et au XVIe siècle la nef de l'église est incendiée dans le cadre des guerres de Religion ; cette partie de l'église n'a jamais été reconstruite. Le clocher actuel a été élevé au XVIe siècle et remanié au XVIIe siècle.
Les restes de l'église sont classés au titre des monuments historiques par arrêté du 1er mai 1897, ce qui l'a probablement sauvée, et de nombreuses restaurations interviennent après cette date en 1897, 1914, 1930, 1931 et 1935.

## Architecture

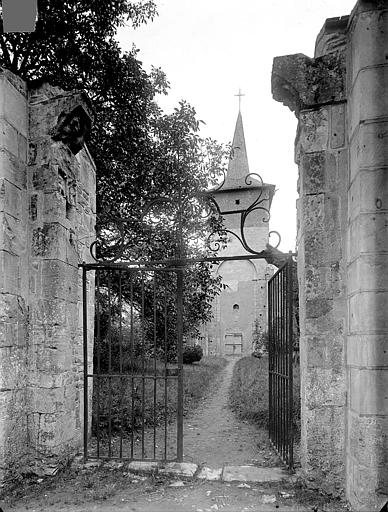
Restes de l'ancien portail d'entrée.

L'église et en particulier la disposition de son chœur est de type roman « primitif » car il rappelle la disposition des basiliques antiques. À l'origine, l'église était de plan rectangulaire et terminée, avec trois absides voûtées en cul-de-four. Après la destruction d'une partie de l'église lors des guerres de Religion (nef), il ne reste debout que le chœur et le transept.

### Extérieur
L'ancienne nef est probablement légèrement postérieure la construction du chœur, probablement au XIIe siècle. L'emplacement de la nef ainsi que de l'ancienne façade est encore visible, délimité par des murs de 3 mètres de hauteur environ. L'ancienne porte d'entrée de l'église a conservé quelques éléments d'architecture sur trois mètres de hauteur : ressauts carrés, colonnettes et pilastres de soutien. Des bas reliefs et moulures sont sculptés et représentent feuillages, animaux et scène de la fuite en Égypte,.

### Intérieur
Mis à part les chapiteaux des colonnes centrales, l'ensemble est sobre, sans décorations ni ornements.
L'intérieur du reste de l'église est composé de trois absides parallèles, dont l'abside centrale est plus grande que les deux autres, pourvues d'une seule baie. Le transept est en légère saillie par rapport aux murs subsistants de la nef et chaque extrémité de ce transept accueille une baie. Les ouvertures entre l'ancienne nef et le transept ont été murées ne laissant qu'une porte simple.
La voute est en berceau plein cintre sans doubleaux et les quatre arcs du carré central, en plein cintre également, reposent sur des pilastres carrés. Le chœur est ouvert sur les bas côtés par deux arcades plein-cintre géminées. Les colonnes monolithe des arcades sont ornés de chapiteaux ornés de feuillages et de têtes humaines.

## Mobilier

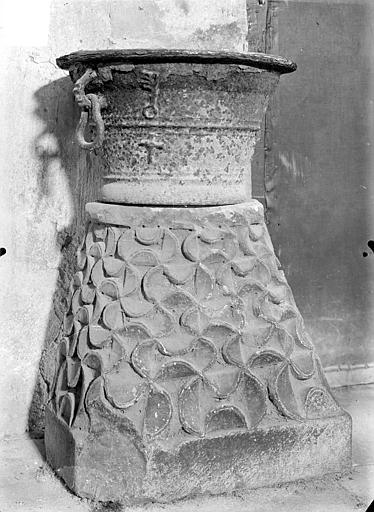
Bénitier.

Il est à noter parmi le mobilier notable, la plaque funéraire de Pierre Després, écuyer, seigneur de Beauregard du XVIIe siècle, dans le dallage du transept nord et qui consiste en une épitaphe surmontée d'un écusson aux armes du défunt, un bénitier en fonte reposant sur un chapiteau de colonne (XIIe et XVIe siècles), ces deux éléments étant inclus dans le classement initial de l'église. Les fonts baptismaux reposent eux aussi sur le vestige d'un chapiteau de colonne.
Une cloche datée de 1787 porte une dédicace des donateurs, Jeanne Catherine Marguerite de Chabouille épouse de Daniel Marc Antoine Chardon. La cloche a été classée à titre objet des monuments historiques le 12 juillet 1943.

## Galerie

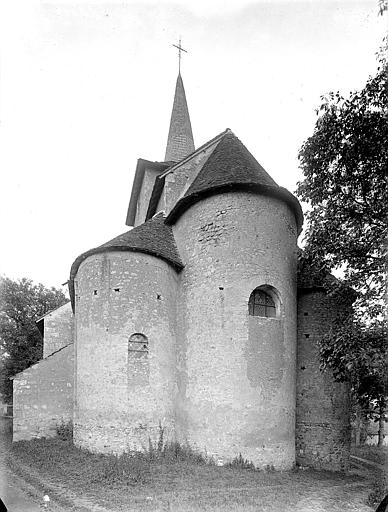
Vue extérieure de l'abside.
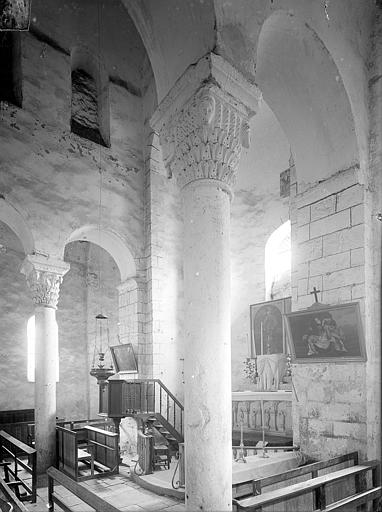
Vue intérieure.
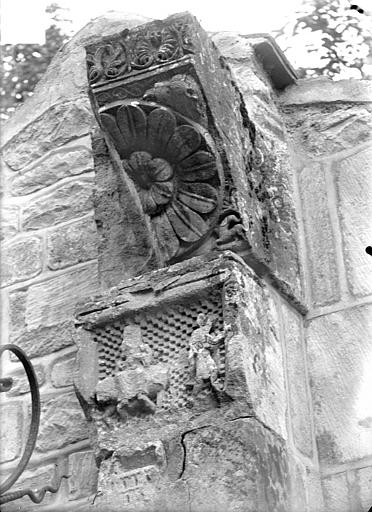
Détail de sculpture de l'ancien portail : la fuite en Égypte.